# カルロ・バッツィ
カルロ・バッツィ (伊: Carlo Bazzi、1875年7月6日 - 1947年5月7日）はイタリアの画家。
トリノで生まれた。ミラノにあるブレラ美術アカデミー(Accademia di Belle Arti di Brera)でジュゼッペ・ベルティーニ(Giuseppe Bertini)やヴェスパシアーノ・ビニャーミ(Vespasiano Bignami)に学んだ。はじめ風景画家として出発するが後にステンドグラス作家となった。1906年にコルヴァヤ(Salvatore Corvaya)と工房 「Vetreria Corvaya e Bazzi」を開いた。 バッツィのステンドグラス作品は20世紀前半に有名となった。

## 作品

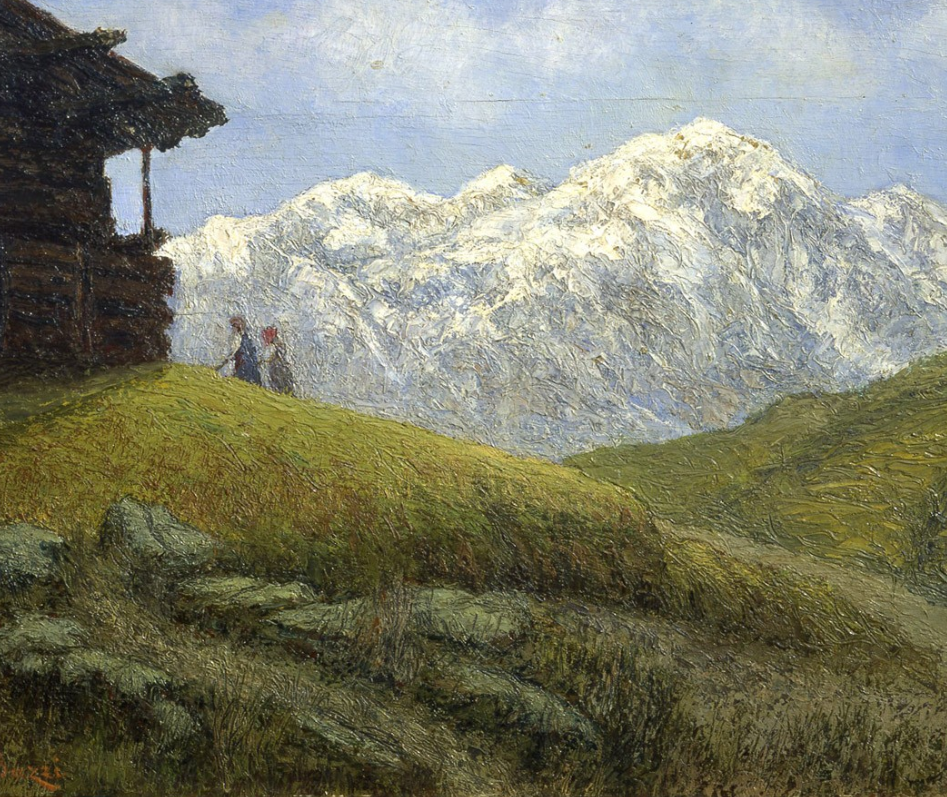
ヴィゲッツィーナ渓谷(1889)
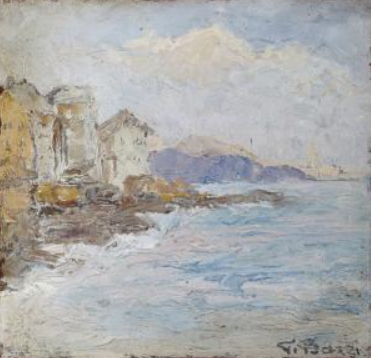
ジェノヴァ近くの海岸